# Martin Prenninger
Martin Uranius Prenninger (1450-1501) (Erding, 1450 - Tübingen, 28 de março de 1501) foi um humanista e jurista alemão. Foi também chanceler do Bispo de Constança e professor da Universidade de Tübingen.

## Obra
- Consiliorum sive responsorum D. Mart. Uranii, cognominati Pr. J. U. doctoris eximii, Tomi duo“... Francofurti ... MDXCVII ... tomus tertius ... Francofurti ... MDCVII Friedrich Prenninger